# Lourdes Maria Bandeira
Lourdes Maria Bandeira née à Ijuí au Brésil en 1949 et morte à Brasilia en 2021 est une sociologue brésilienne. Sa recherche porte sur la violence contre les femmes au Brésil,,.

## Biographie
Lourdes Bandeira naît à Ijuí au Sud du Brésil en 1949 et étudie les sciences sociales à l'Université fédérale du Rio Grande do Sul (UFRGS) également au Sud du pays. Elle obtient sa licence en 1971 et fait un Master de Sociologie à l'Université de Brasília (UnB), en 1978,.
Elle obtient son doctorat en 1984 après avoir présenté sa thèse Force de Travail et Scolarité ; le cas du Nord-Est Brésilien (1975-1979) sous la direction de Viviane Isambert Jamati à l'Université René Descartes à Paris,.
Entre 1977 et 1991, Lourdes Bandeira enseigne des cours en licence, master et doctorat à l'Université de Paraíba (UFPB), au Nord-est du Brésil. À cette époque, elle mène des recherches sur les mouvements sociaux paysans se tournant vers la participation des femmes dans ces espaces politiques.
Depuis le début des années 1990, elle enseigne à l'Université de Brasília (UnB), où elle devient professeure des universités[Quoi ?] depuis 2005. Elle est coordinatrice du Centre d'études et de recherche sur les femmes (Nepem) et membre du Conseil des droits de l'homme dans cette université. Sa production académique s'inscrit dans la sociologie urbaine et de la culture, portant notamment sur des questions liées au genre, féminisme, féminicide, violence basée sur le genre, violences contre les femmes et politiques publiques,.
Chercheuse et militante, elle construit des liens entre le Nepem, les services publics et les mouvements sociaux pour que les violences contre les femmes soient prises en compte. Elle contribue à la mise en place de la loi pour combattre la violence conjugale et familiale contre les femmes (2006) et est à l'origine de la Loi du féminicide (pt) (2015).
Elle effectue un post-doctorat dans le domaine de la sociologie du conflit avec Michel Wieviorka à l'École des hautes études en sciences sociales (EHESS) de 2001 à 2002,.
De 2008 à 2011, elle fait partie du Secrétariat des politiques pour les femmes de la Présidence de la République[Laquelle ?] (SPM-PR), où elle est nommée secrétaire exécutive de 2012 à 2015,.
Entre 2017 et 2018, elle est membre du comité de rédaction de la Editora da Universidade de Brasília, elle est également rédactrice en cheffe de la revue Sociedade e Estado,.
Elle effectue un nouveau post-doctorat à l'Université de Porto (Portugal) en 2018.
Elle est décédée le 12 septembre 2021, à l'âge de 72 ans, victime d'une embolie pulmonaire et d'un accident vasculaire cérébral.

## Publications
- Mulheres, palanques e monumentos (Revista), 1986
- Eu marcharei na tua luta: a vida de Elizabeth Teixeira - Lourdes Maria Bandeira e R. Godoy. João Pessoa: Ed. UFPB, 1997
- Feminismo e gênero - Lourdes Maria Bandeira e Deis Elucy Siqueira (Org.), 1997
- Violência, gênero e crime no Distrito Federal - Lourdes Maria Bandeira e Mireya Suárez, 1999
- Politica, ciência e cultura em Max Weber - Lourdes Maria Bandeira, Maria Francisca Pinheiro Coelho e Marilde Loiola de Menezes (Orgs.), 2000
- (pt) Organizado por Lourdes Bandeira, Tânia Mara Campos de Almeida e Andrea Mesquita, Violência contra as mulheres: a experiência de capacitação das DEAMs da Região Centro-Oeste/Agende, Brasília, 2004
- Mulheres em ação: práticas discursivas, práticas políticas, 2005
- Políticas públicas e violência contra as mulheres: metodologia de capacitação de agentes públicos/as -  Lourdes Maria Bandeira, Tânia Mara Campos de Almeida, 2006
- A Segurança pública no Distrito Federal - Lourdes Maria Bandeira e Arthur Trindade Maranhão Costa, 2007
- Dicionário temático desenvolvimento e questão social, 2012
- Encontros com a sociologia - Lourdes Maria Bandeira, Mariza Veloso e Edson Farias (Orgs.), 2019